# 사회 현상
사회 현상(Social phenomenon)은 현대 및 역사적 사회 영향을 포함하여 사회 영향으로 인해 발생하는 모든 행동 또는 사건이다. 이는 개인의 개별 노드를 통해 작동하면서 점점 더 많은 차원을 추가하는 다면적인 프로세스의 결과인 경우가 많다. 이 때문에 사회 현상은 본질적으로 역동적이며 특정 시간과 역사적 맥락 내에서 작동한다.
사회 현상은 관찰 가능하고 측정 가능한 데이터이다. 심리적 개념이 이를 주도할 수 있지만 이러한 개념은 직접적으로 관찰할 수 없다. 단지 그것을 표현하는 현상일 뿐이다.

## 같이 보기
- 사회학적 상상력